# Shehong

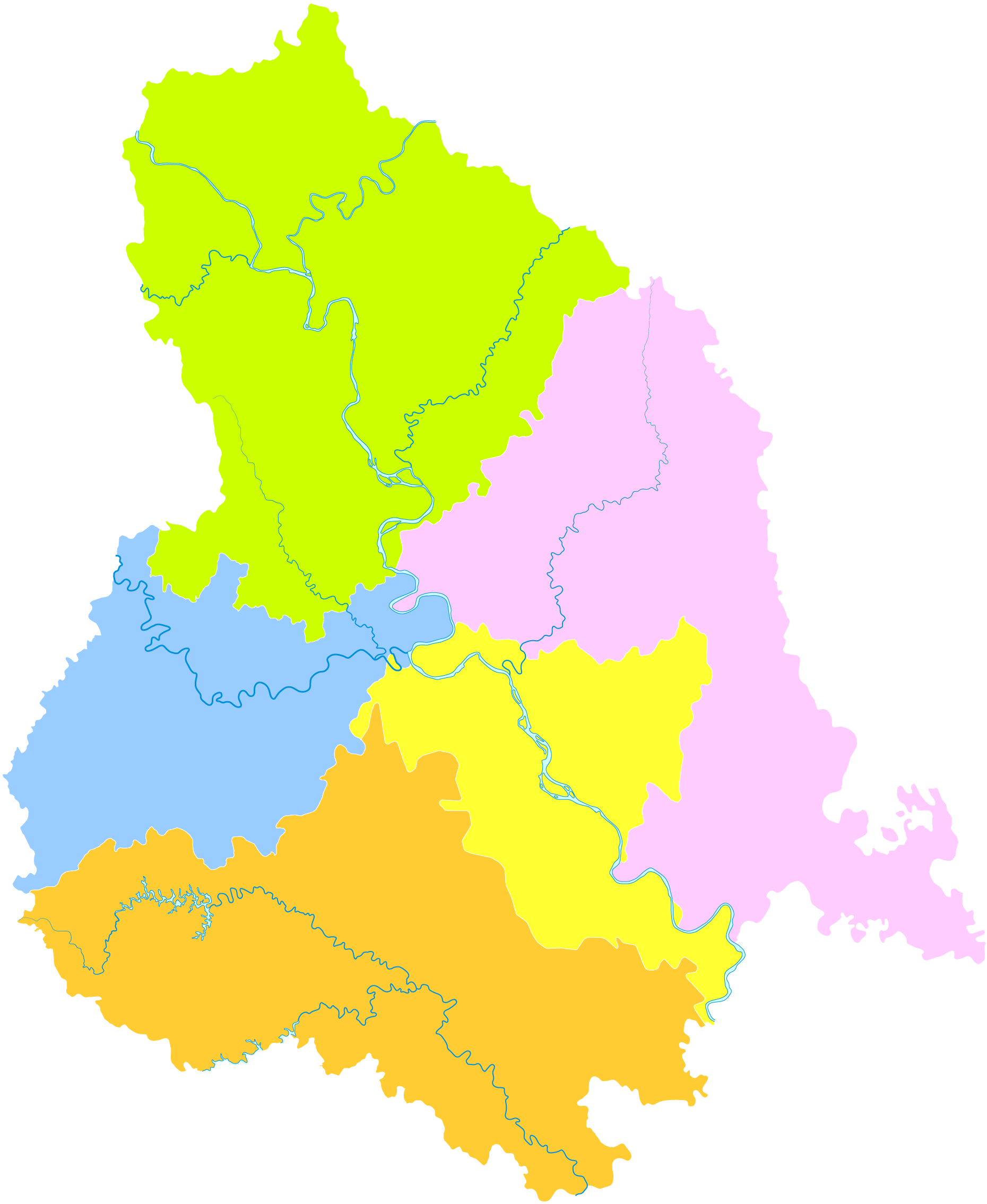
Lage der kreisfreien Stadt Shehong im Gebiet der bezirksfreien Stadt Suining

Shehong (chinesisch 射洪市, Pinyin Shèhóng Shì) ist eine kreisfreie Stadt der bezirksfreien Stadt Suining in der südwestchinesischen Provinz Sichuan. Sie hat eine Fläche von 1.496 km² und zählt 732.380 Einwohner (Stand: Zensus 2020), die Bevölkerungsdichte liegt bei 490 Einwohnern pro Quadratkilometer. 31 Quadratkilometer der Stadtfläche haben eine verstädterte Siedlungsstruktur, in welcher 321 000 Menschen leben. Sein Hauptort ist die Großgemeinde Taihe (太和镇). Shehong hat seit November 2019 den Status einer kreisfreien Stadt, bis dahin war Shehong ein Kreis.

## Geographie
Shehong liegt in der Mitte des Sichuan-Beckens am Mittellauf des Fu Jiang.
Das Gelände ist hügelig. Der höchste Punkt liegt im Dorf Tianbao (天宝寨) in der Großgemeinde Jinhua 674 Meter über dem Meeresspiegel. Der tiefste Punkt liegt mit 299 Metern im Süden der Großgemeinde Tuobei, wo der Fu Jiang das Stadtgebiet verlässt.

## Wirtschaft
Shehong ist zu 36 % mit Wald bedeckt. Es gibt mehrere größere Kanäle zur landwirtschaftlichen Bewässerung und über 3000 kleinere Stauseen und Teiche. Neben Landwirtschaft ist der Tourismus ein bedeutender Wirtschaftszweig der Stadt. Es gibt 4 Staudämme zur Energiegewinnung im Fu Jiang mit einer Gesamtproduktion von 153 MW. Auf dem Gebiet der Stadt gibt es Vorkommen von Erdöl- und Erdgas, Salz, Ton und Tonschiefer und Kalkstein.

## Geschichte
Shehong, damals bezeichnet als Shejiang (射江), wurde zur Zeit der Südlichen und Nördlichen Dynastien gegründet, benannt nach dem Fluss She Jiang, heute Zi Jiang (梓江). Zur Zeit der Nördlichen Zhou-Dynastie wurde Shejiang nach Shehong umbenannt. „Jiang“ (江) und „Hong“ (洪) waren homonym, die Einwohner bezeichneten die Stadt als Shehong. Während der Nördlichen Zhou-Dynastie wurde dieser Name dann übernommen. Die Verwaltung des Kreises Shehong liegt seit über 1500 Jahren in Shehong.
Chen Zi’ang (陳子昂) (etwa 659–700), auch Zi Boyu, einer der ersten Dichter der Tang-Dynastie, lebte und arbeitete in Shehong. Die auf dem Gebiet der kreisfreien Stadt gelegene Studienplattform von Chen Zi'ang (Chen Zi'ang dushu tai 陈子昂读书台) steht seit 2006 auf der Liste der Denkmäler der Volksrepublik China (6-726).

## Administrative Gliederung
Die kreisfreie Stadt Shehong setzt sich auf Gemeindeebene aus zwei Straßenvierteln, 20 Großgemeinden und zehn Gemeinden zusammen. Diese sind:
- Straßenviertel Zi’ang (子昂街道)
- Straßenviertel Ping’an (平安街道)

- Großgemeinde Taihe (太和镇)
- Großgemeinde Jinhua (金华镇)
- Großgemeinde Renhe (仁和镇)
- Großgemeinde Qinggang (青岗镇)
- Großgemeinde Mingxing (明星镇)
- Großgemeinde Yangxi (洋溪镇)
- Großgemeinde Xiangshan (香山镇)
- Großgemeinde Dayu (大榆镇)
- Großgemeinde Guangxing (广兴镇)
- Großgemeinde Tongshe (潼射镇)
- Großgemeinde Fuxi (涪西镇)
- Großgemeinde Chengu (陈古镇)
- Großgemeinde Fenlai (凤来镇)
- Großgemeinde Jinjia (金家镇)
- Großgemeinde Tianxian (天仙镇)
- Großgemeinde Taiyi (太乙镇)
- Großgemeinde Caobei (曹碑镇)
- Großgemeinde Tuobei (沱牌镇)
- Großgemeinde Fuxing (复兴镇)
- Großgemeinde Guansheng (官升镇)

- Gemeinde Fuhe (伏河乡)
- Gemeinde Qingdi (青堤乡)
- Gemeinde Shuangxi (双溪乡)
- Gemeinde Wensheng (文升乡)
- Gemeinde Quhe (瞿河乡)
- Gemeinde Wanlin (万林乡)
- Gemeinde Taixing (太兴乡)
- Gemeinde Dongyue (东岳乡)
- Gemeinde Jinhe (金鹤乡)
- Gemeinde Yutai (玉太乡)